# Jacques Rohault

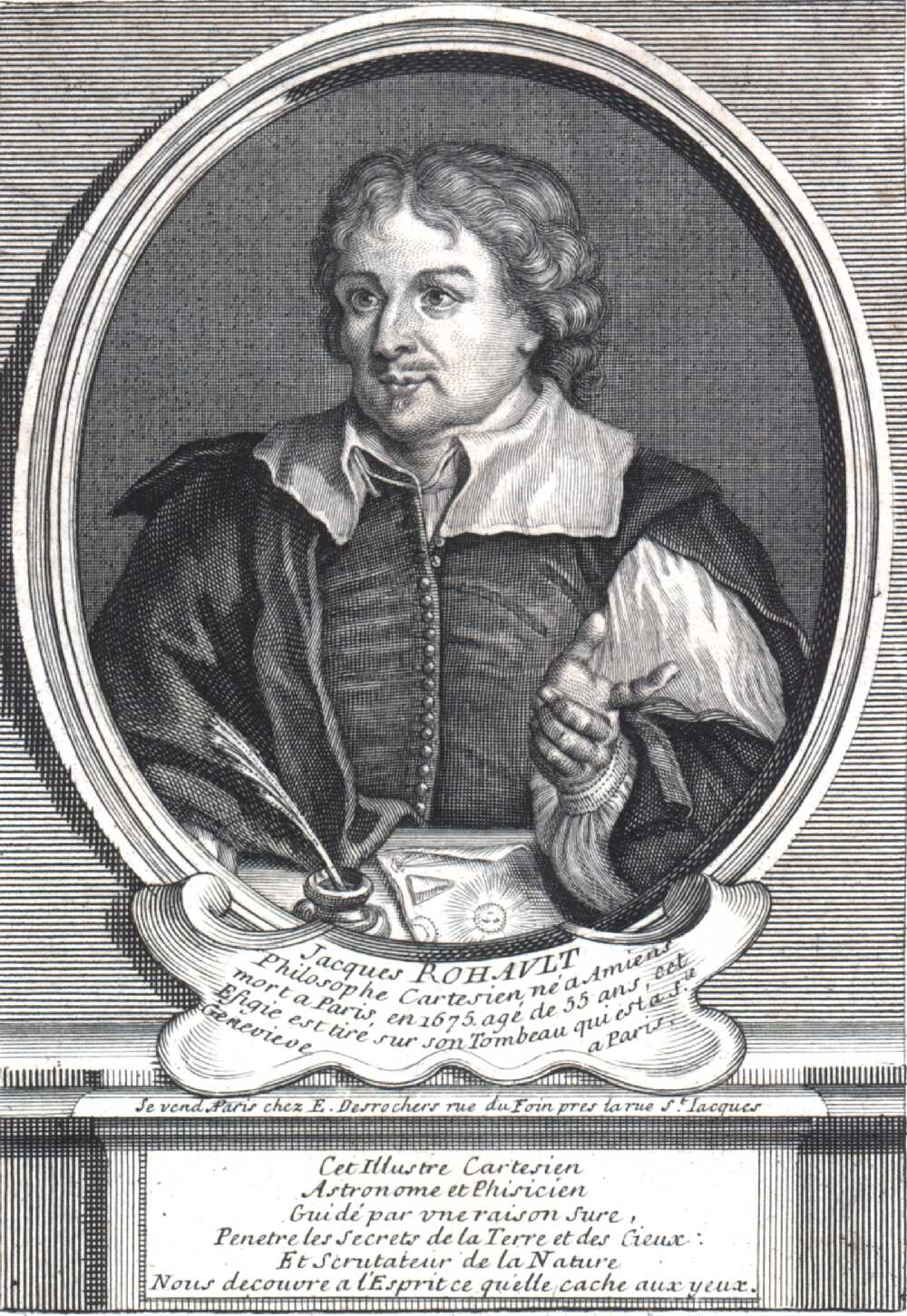
Jacques Rohault

Jacques Rohault (1618–1672) fue un filósofo, físico, matemático francés seguidor del cartesianismo.

## Vida
Rohault nació en Amiens, hijo de un rico mercader de vinos, y recibió su educación en París. Pese a haber crecido con la filosofía escolástica convencional en su época, adoptó y popularizó la nueva física cartesiana. sus lecturas los días miércoles en París se hicieron célebres en la década de 1650, y atrajeron a intelectuales como Pierre-Sylvain Régis.
Rohault murió el 27 de diciembre de 1672 en París.

## Obras

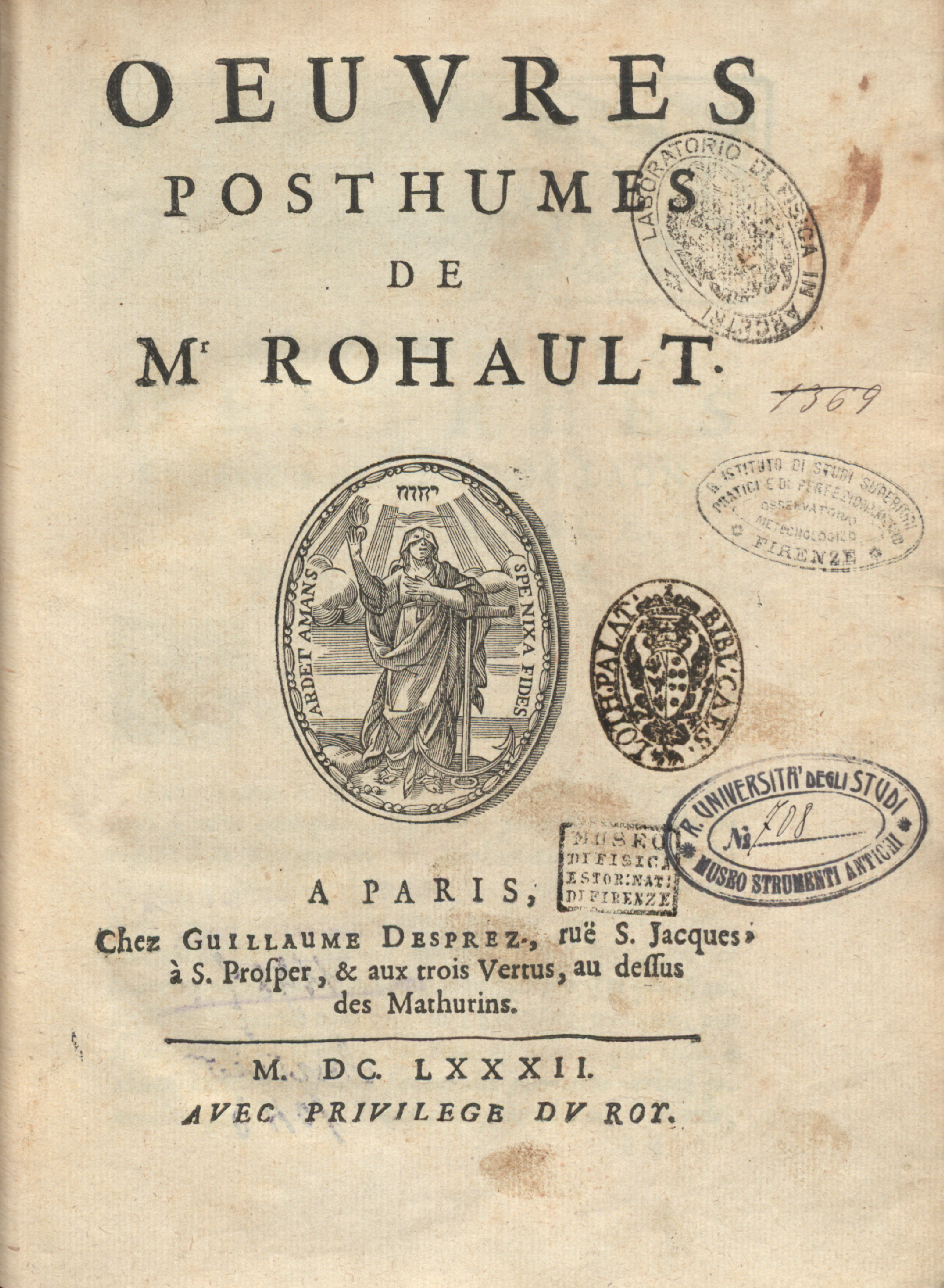
Oeuvres posthumes, 1682

Rohault adscribió a la filosofía mecanicista, y le dio un calificado apoyo a su forma de explicación "corpuscular" o atómica, asumiendo que "pequeños cuerpos figurativos" constituían la realidad física subyacente. Su Traité de physique (París, 1671) se convirtió en un libro estándar durante medio siglo, y siguió el precedente establecido por Henricus Regius en cuanto a la separación de la física de la metafísica. También incluía la teoría de la gravedad de Christiaan Huygens, considerándola como "experimental". La traducción de Samuel Clarke (inicialmente al latín) consiguió un estatus independiente, y numerosas ediciones, a través de sus anotaciones que pretendían corregirlo con referencia a las teorías de Isaac Newton. La orientación experimental de Rohault seguía siendo popular, a pesar de las críticas de sus teorías.
El Traité se refería a un modelo de las observaciones en las cuales Rohault había trabajado. Una amplia gama de experimentos utilizados por Rohault incluía algunos mencionados por Descartes, y dos bien conocidos de Blaise Pascal, aunque también otros tomados de estudiosos de la medicina, como Gaspare Aselli, Louis Gayant, William Harvey, Jean Pecquet, y Nicolás Steno.